# Mustafa Kouici
Mustafa Kouici (ur. 16 kwietnia 1954) – algierski piłkarz występujący na pozycji obrońcy. Uczestnik Mistrzostw Świata 1982.

## Kariera klubowa
Podczas Mistrzostw Świata 1982 reprezentował barwy klubu CM Belcourt.

## Kariera reprezentacyjna
Mustafa Kouici występował w reprezentacji Algierii w latach osiemdziesiątych.
W 1980 roku Mustafa Kouici zdobył z reprezentacją wicemistrzostwo Afryki, przegrywając jedynie w finale z reprezentacją Nigerii.
Z reprezentacją Algierii uczestniczył w zwycięskich eliminacjach do Mistrzostw Świata 1982.
Na Mundialu był rezerwowym i nie wystąpił w żadnym spotkaniu.